# Hrvatska udruga Benedikt
Hrvatska udruga Benedikt okuplja vjernike laike koji u kulturnom i društveno angažiranom djelovanju promiču temeljne kršćanske i opće društvene vrijednosti, te se zalažu za očuvanje hrvatskog identiteta, jednako kao i europske kulturne baštine. Uzor u kulturnom djelovanju udruga pronalazi u liku Sv. Benedikta iz Nursije, zaštitniku Europe koji je križem, knjigom i plugom postavio temelje buduće europske kulture.
Naziv je predložio pok. fra Josip Marcelić, koji je uz pok. Branimira Lukšića, bivšeg župana Splitsko-dalmatinske županije i don Mladena Parlova jedan od utemeljitelja Hrvatske udruge Benedikt.
Osnivačka skupština udruge održana je 14. ožujka 2011. u knjižnici Nadbiskupijskog sjemeništa u Splitu, donesen je Statut Hrvatske udruge Benedikt te su izabrani članovi upravnih tijela na jednogodišnji mandat: za predsjednika udruge Vide Popović, potpredsjednicu Silvana Dragun, tajnika Filip Ivan Žuro, a uz njih članovi Upravnog vijeća Ivan Babić i Ivan Bartulović. Članovi Nadzornog odbora u prvom mandatu vodstva Udruge bili su: Ivan Baćak, Josip Bosnić i Ante Lijić.
U 12 godina djelovanja Hrvatska udruga Benedikt bila je inicijator i suorganizator više od 600 tribina, predavanja i događanja, uglavnom u Splitu, na području Splitsko-dalmatinske županije te u nekoliko navrata u Zagrebu, Vukovaru i Dubrovniku.
Vide Popović obnašao je funkciju predsjednika 11 godina, a od travnja 2022. g. predsjednik Hrvatske udruge Benedikt je Radoslav Zaradić. Na redovnoj izbornoj skupštini održanoj 29. travnja 2024., izabrani su do 2026. g. članovi upravnih tijela: za predsjednika Radoslav Zaradić, za članove upravnog vijeća: Marija Bandić, Jakša Ćosić, Silvana Dragun, Ante Lijić, Nikola Milanović, Petar Rubić, Marica Vidović i Margita Vučetić, a za članove nadzornog odbora: Željko Pleić, Marijo Popović i Ivo Uglešić.

## Djelatnosti i aktivnosti[8]
U cilju provođenja svog poslanja udruga se bavi aktivnostima koje promiču narodni i kulturni identitet u područjima umjetničkoga, znanstvenog i duhovnog stvaralaštva, gospodarstva i javnoga života.
Proučava i njeguje hrvatsku baštinu, promiče inovacije, kreativna i znanstvena dostignuća, ljudska prava, kulturu života.
Organizira tribine i seminare, glazbene i scenske priredbe, književne i pjesničke večeri, znanstvene skupove, humanitarne akcije, hodočašća i izlete.
Od 2013. g. udruga priređuje dvije velike manifestacije:
1) Tjedan sjećanja na Vukovar i Škabrnju
Prvi Tjedan sjećanja pokrenut je u mjesecu studenom 2012. g. Manifestacija je prepoznata kao nacionalni događaj 2015. g. kada je pokroviteljstvo prihvatila predsjednica Republike Hrvatske Kolinda Grabar Kitarović i to nastavila do kraja svog mandata.
2) Festival kulturnog aktivizma VIDIK-fest
Nastao je i pokrenut 2013. g. iz potrebe da se pokrenu korjenite reforme u hrvatskom društvu. Riječ je o širem društvenom projektu koji uključuje proces promjene društvene svijesti u pet razvojnih etapa: v- vjera, i - ideja, d - društvena perspektiva, i - inicijativa, k - kulturna preobrazba.
Različitim aktivnostima koji uključuju organiziranje tribina, manifestacija i različitih kulturnih i medijskih programa udruga promiče dostojanstvo ljudske osobe, kulturu života, obiteljske vrednote, očuvanje hrvatskog nacionalnog i kulturnog identiteta, afirmaciju prava, cjeloviti razvoj pojedinca i boljitak svih građana Republike Hrvatske. Veliku pažnju udruga posvećuje zaštiti nacionalnih vrijednosti i promicanju zdravog domoljublja, a u svom djelovanju različitim temama iz hrvatske povijesti i Domovinskog rata. U cilju razvoja civilnog društva, slobode i demokracije, udruga poziva članove u kulturnom i medijskom angažmanu na etičko i odgovorno djelovanje, borbu protiv nesloge i mržnje, društvene apatije i inertnosti. Članovi su pozvani na hrabro svjedočenje i zalaganje za one vrijednosti koje se temelje na bogoljublju, domoljublju i čovjekoljublju. Udruga gradi mostove suradnje s različitim udrugama i organizacijama u cilju promicanja zajedništva i jedinstva hrvatskog naroda, kao i povezivanja domovinske i iseljene Hrvatske. Pod geslom "Ora et labora" udruga pruža članovima i prijateljima cjelovitu moralnu i duhovnu pomoć kako bi bili osposobljeni za izazove s kojima se susreću u osobnom, obiteljskom i društvenom životu.
U prvim mjesecima svog djelovanja Hrvatska udruga Benedikt organizirala je razna događanja među kojima: tribinu „Haški sud i pravda“ na kojoj su gostovali Zoran Vukman i Lujo Medvidović, tribinu o vojno-redarstvenoj operaciji „Oluja“ na kojoj su gostovali dr. sc. Ante Nazor i pukovnik Marko Vukasović, koncert „Radost i nada“ na kojem su nastupili operni solisti HNK-a Ratomir Kliškić, Alma Karmelić i Stefan Kokoškov uz pratnju kvarteta „Music forever“. Isto tako udruga je organizirala i tribini na temu Torinskog platna na kojoj je izlagao dr. sc. fra Josip Marcelić te predavanje o svetom Benediktu koje je održao o. Jozo Milanović, benediktinac. U organizaciji udruge održalo se i predstavljanje knjige Dinka Jonjića o Golom otoku, a udruga je bila i suorganizator predstavljanja knjige Ivana Ugrina „Gori –doli…“. Hrvatska udruga Benedikt bila je i suorganizator javnog intervjua sa svjetski poznatim fizičarom prof. dr. sc. Davorom Pavunom prilikom njegovog prvog gostovanja u Splitu 2011. g.
Tijekom 2015. g. upravo je Hrvatska udruga Benedikt uputila pismo Gradu Splitu i Splitsko-dalmatinskoj županiji da pomognu postavljanju skulpture dječaka 'Lumin' u Splitu čiju izvedbu je inicirala dr. sc. Vini Rakić, a izradila akademska kiparica Dijana Iva Sesartić kao trajni spomenik stradanja Vukovara u Domovinskom ratu.
U ožujku 2020. g. Hrvatska udruga Benedikt bila je dio humanitarne inicijative "„Zajedno smo jači od Korone“ kada je u dva mjeseca prikupljeno i donirano za potrebe odjela KBC-a u Splitu ukupno  7.700.000 kn.
Krajem 2023. g. Udruga je podržala inicijativu župana Splitsko-dalmatinske županije Blaženka Bobana o promjeni naziva splitskog aerodroma u Zračna luka "Sveti Jeronim".
Što se tiče rada u 2022. i 2023. g. te planova novog vodstva do 2026. g., prva aktivnost Hrvatske udruge Benedikt nakon pandemije COVID-a 19 bila je organizacija znanstveno–stručnog stola u povodu 100. obljetnice rođenja prvog hrvatskog predsjednika Franje Tuđmana. Nastavilo se s organizacijom dva najznačajnija projekta i manifestacije: Tjednom sjećanja u 2022. i 2023. g. i VIDIK festom u 2023. i 2024. g. Uoči općih izbora u Bosni i Hercegovini u 2022.g. organizirana je tribina „Jednakopravnost hrvatskog naroda u BiH – preduvjet za stabilnost i europsku budućnost države“ na kojoj je gostovala zastupnica u Europskom parlamentu gđa. Željana Zovko. 
U 2023. g. Udruga je tiskala zbornik dječjih radova  „I u mom gradu  Vukovar svijetli“. Na gotovo 200 stranica formata A4 obuhvaćeno je oko 250 učeničkih literarnih i likovnih radova iz oko 25 osnovnih i srednjih škola s područja cijele Splitsko-dalmatinske županije. Zbornik je rezultat petogodišnje aktivnosti učeničke glazbeno-scenske priredbe „Hrvatska je riječ koju naučih od majke“ koja se izvodi u sklopu manifestacije Tjedan sjećanja na Vukovar i Škabrnju.
Na području kulture i umjetnosti organiziraju se pjesničke večeri kao što je 'Vukovaru-Škabrnji - H - Memento poetika' i filmske večeri, zatim predstavljanje književnih djela, izložbi. Što se tiče stručnih znanstvenih skupova teme su: prezentacija najnovijih povijesnih istraživanja iz novije hrvatske povijesti, naročito Domovinskog rata, kurikularna reforma, nacionalna sigurnost, demografska kataklizma, položaj i stanje zdravstva. U području gospodarstva, posrijedi su predavanja i stolovi na teme: stanje u energetici, nezaposlenost, radnička prava, legalizacija nelegalne gradnje, gospodarenje otpadom. Na polju duhovnosti, bilo je više duhovnih obnova i priprava te molitvenih okupljanja i euharistijskih slavlja. Također, organizirana su hodočašća u poznata hrvatska svetišta i u mjesta od posebnog značaja za hrvatsku povijest i mjesta posebnog nacionalnog pijeteta poput Vukovara i Škabrnje. Što se tiče lokalne, splitske problematike, udruga je uputila inicijativu oko uređenja žnjanskog platoa s obilježjem na spomen dolaska pape Ivana Pavla II. u Split te imenovanja ulice po vukovarskom heroju Marku Babiću, zatim više predavanja o urbanističkoj i prometnoj problematici.

## Upravna tijela i članovi Hrvatske udruge Benedikt 2012. – 2024.[4]
Ožujak 2012. - ožujak 2013: predsjednik: Vide Popović, potpredsjednica: Iva Jurić, tajnik: Petar Rubić, rizničar: Ante Lijić, član: Mirko Lažeta. Nadzorni odbor: predsjednica: Dajana Fio Boljat, članovi: Josip Bosnić i Igor Pupić-Vurilj.
Ožujak 2013. - ožujak 2014: predsjednik: Vide Popović, potpredsjednica: Silvana Dragun, tajnik: Petar Rubić, rizničar: Ante Luetić, član: Josip Markotić. Nadzorni odbor: predsjednik: Ante Lijić i članovi: Marijo Popović i Emilio Šimić.
Ožujak 2014. - ožujak 2015: predsjednik: Vide Popović, potpredsjednik: Nikola Milanović, tajnik: Petar Rubić, rizničar: Ante Lijić, članovi: Marija Bandić, Silvana Dragun i Mirko Ruščić. Nadzorni odbor: predsjednik: Antun Budimir, članovi: Vini Rakić i Adela Markota.
Ožujak 2015. - ožujak 2016: predsjednik: Vide Popović, potpredsjednik: Petar Rubić, tajnik: Miljenko Marinić, rizničar: Ante Lijić, članovi: Marija Bandić, Nikola Milanović, Marica Vuletić. Nadzorni odbor: predsjednik: Nedjeljko Tandara. članovi: Denis Meštrović i Emilio Šimić.
Ožujak 2016. - ožujak 2017: predsjednik: Vide Popović, članovi Upravnog vijeća: Petar Rubić, Miljenko Marinić, Marijo Popović, Nikola Milanović, Margita Vučetić i Marko Jukić. Nadzorni odbor: Nedjeljko Tandara, Marija Bandić i Marica Vuletić.
Ožujak 2017. - ožujak 2018: predsjednik: Vide Popović, članovi Upravnog vijeća: Nikola Milanović, Petar Rubić, Marijo Popović, Miljenko Marinić, Silvana Dragun i Radoslav Zaradić. Nadzorni odbor: Marko Jukić, Margita Vučetić i Ante Glibota.
Ožujak 2018. - ožujak 2020: predsjednik Vide Popović, članovi Upravnog vijeća: Nikola Milanović, Silvana Dragun, Margita Vučetić, Doris Grgurin, Marko Jukić, Miljenko Marinić, Radoslav Zaradić i Petar Rubić. Nadzorni odbor: Nedjeljko Tandara, Marija Nakić Alfirević i Željko Pleić.
Travanj 2022. - travanj 2024: predsjednik: Radoslav Zaradić, članovi Upravnog vijeća: Margita Vučetić, Marija Nakić Alfirević, Nikola Milanović, Marijo Popović, Mate Buljubašić, Marija Bandić, Željko Pleić, Jasminka Lemo. Nadzorni odbor: Tomislav Jukić (od 20.04.2023. Ante Lijić), Jakša Ćosić i Ivana Grubišić (od 20.04.2023. Marica Vidović).

## Prostor/i Hrvatske udruge Benedikt
U prve tri godine djelovanja Hrvatska udruga Benedikt nije imala svoj prostor za rad i djelovanje. Zahvaljujući pomoći Nadbiskupijskog sjemeništa u Splitu, sastanci su ponekad održavani u njihovoj knjižnici, a tribine i kulturne aktivnosti u velikoj dvorani u ulici Zrinsko-frankopanskoj.
U rujnu 2014. udruga od grada Splita dobiva na korištenje mali prostor od 14.5. m² u ulici Kraj Sv. Marije. Zahvaljujući svojim članovima, prostor je ubrzo priveden svrsi (bilo je potrebno žurno promijeniti prozor i pod te osposobiti hodnik i toalet), dijelom pretvoren u galerijski s izloženim likovnim radovima članova Udruge.
Početkom 2017. g. putem javnog gradskog natječaja Udruzi je dodijeljen prostor od 35 m² u Dubrovačkoj ulici broj 15, u naravi skladište banke koje se nalazilo u dosta lošem stanju. Prostor je do kraja godine renoviran i osposobljen zahvaljujući donacijama i volonterskom radu svojih članova u procijenjenom iznosu od 100.000 kn. Od značajnijih ulaganja promijenjena su ulazna vrata i velika stijenka, nova troja unutarnja vrata, postavljena rasvjeta te novi uredski namještaj. Od 2017. sjedište Hrvatske udruge Benedikt nalazi se na adresi Dubrovačka ulica 15.
- Prostor u Dubrovačkoj ulici prije i poslije radova 2017.
- Vanjska fasada prije
- Unutarnji prostor prije
- Vanjska fasada poslije
- Unutarnji prostor poslije

## Vanjske poveznice
- Vanjska poveznica